# Oesilo (Verwaltungsamt)
| \| Oesilo \| |
| Oesilo       |

| Oesilo |

Oesilo (Oe Silo, Oesilu) ist ein osttimoresisches Verwaltungsamt (portugiesisch Posto Administrativo) in der Sonderverwaltungsregion Oe-Cusse Ambeno. Der Sitz der Verwaltung befindet sich in Bobometo.

## Geographie

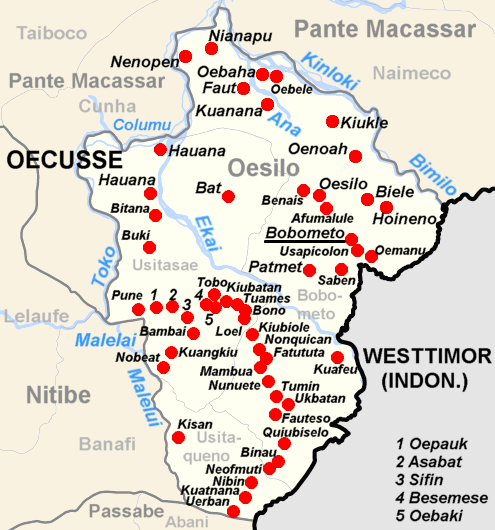
Der Ort Oesilo liegt im Suco Bobometo

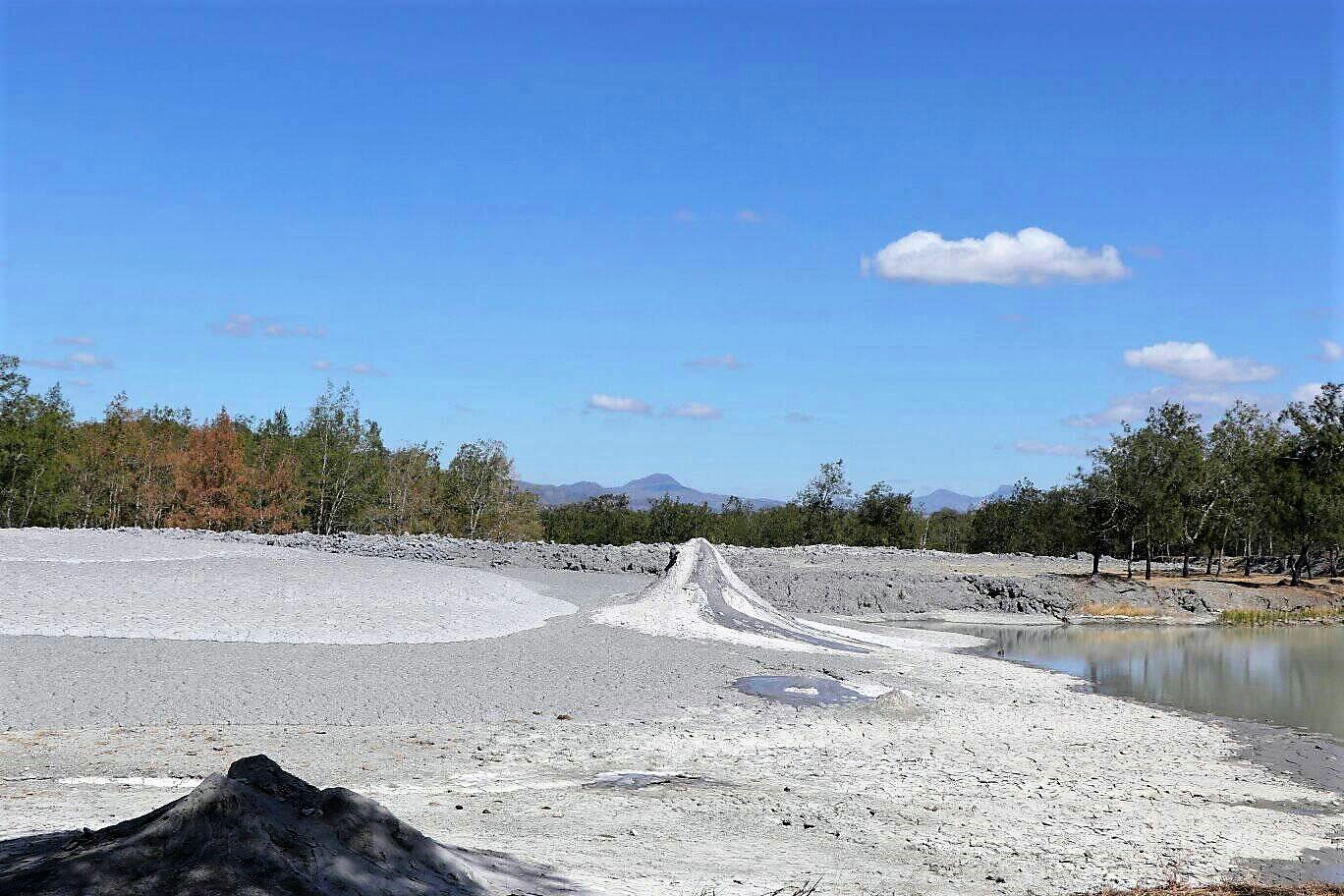
Die Schlammvulkane von Poto

Bis 2014 wurden die Verwaltungsämter noch als Subdistrikte bezeichnet. Vor der Gebietsreform 2015 hatte Oesilo eine Fläche von 97,37 km². Nun sind es 97,39 km².
Das Verwaltungsamt Oesilo liegt im Osten von Oe-Cusse Ambeno und teilt sich in drei Sucos: Bobometo mit dem Ort Oesilo, Usitaqueno (Usi-Taqueno, Usitakeno) und Usitasae (Usi-Tacae). Nördlich liegt das Verwaltungsamt Pante Macassar, südwestlich Nitibe und südlich Passabe. Im Osten grenzt Oesilo an den Nachbarstaat Indonesien. Der offizielle Grenzübergang Napan/Bobometo verbindet die beiden Länder. Im Verwaltungsamt entspringt der Tono, der wichtigste Fluss von Oe-Cusse Ambeno. Über einen Grenzübergang bei Bobometo führt die wichtigste Straße der Gemeinde in das indonesische Westtimor. Südlich des Ortes Saben (Suco Bobometo) befinden sich die Schlammvulkane von Poto.

Klimadaten Jahr 2000
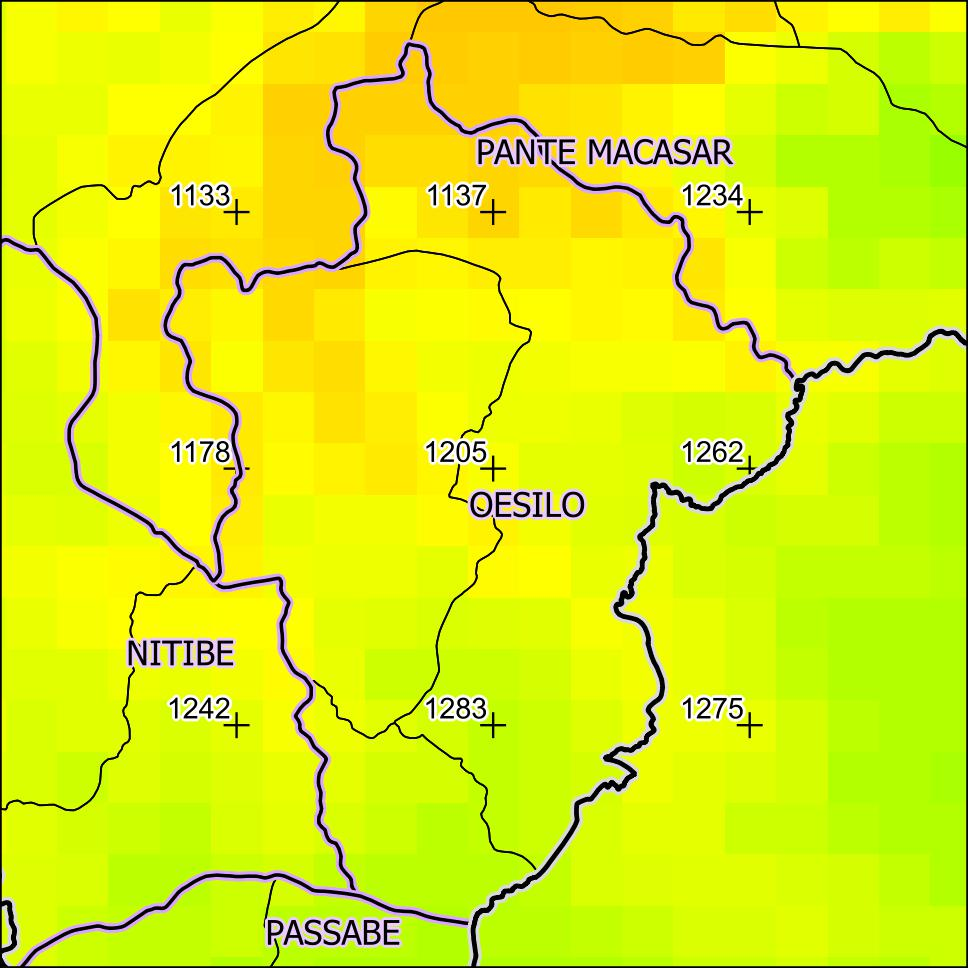
Jährliche Niederschlagsmenge
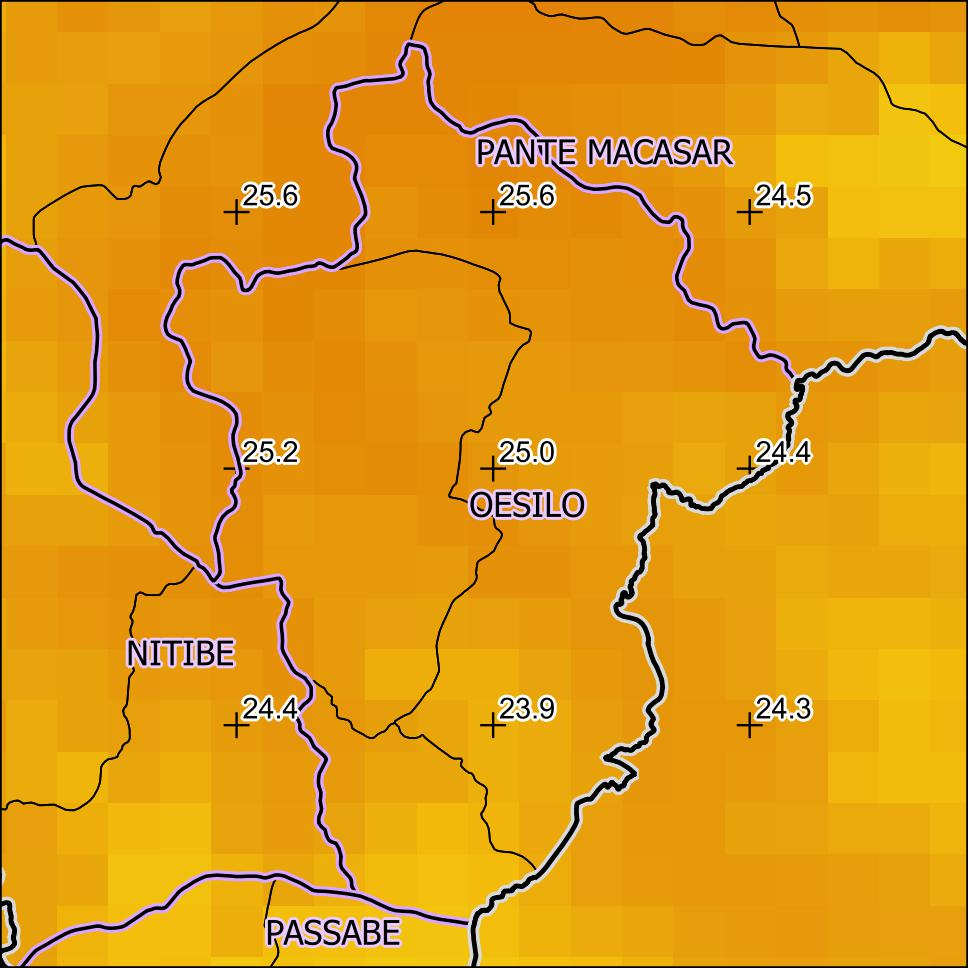
Jahresdurchschnitts-temperatur

## Einwohner

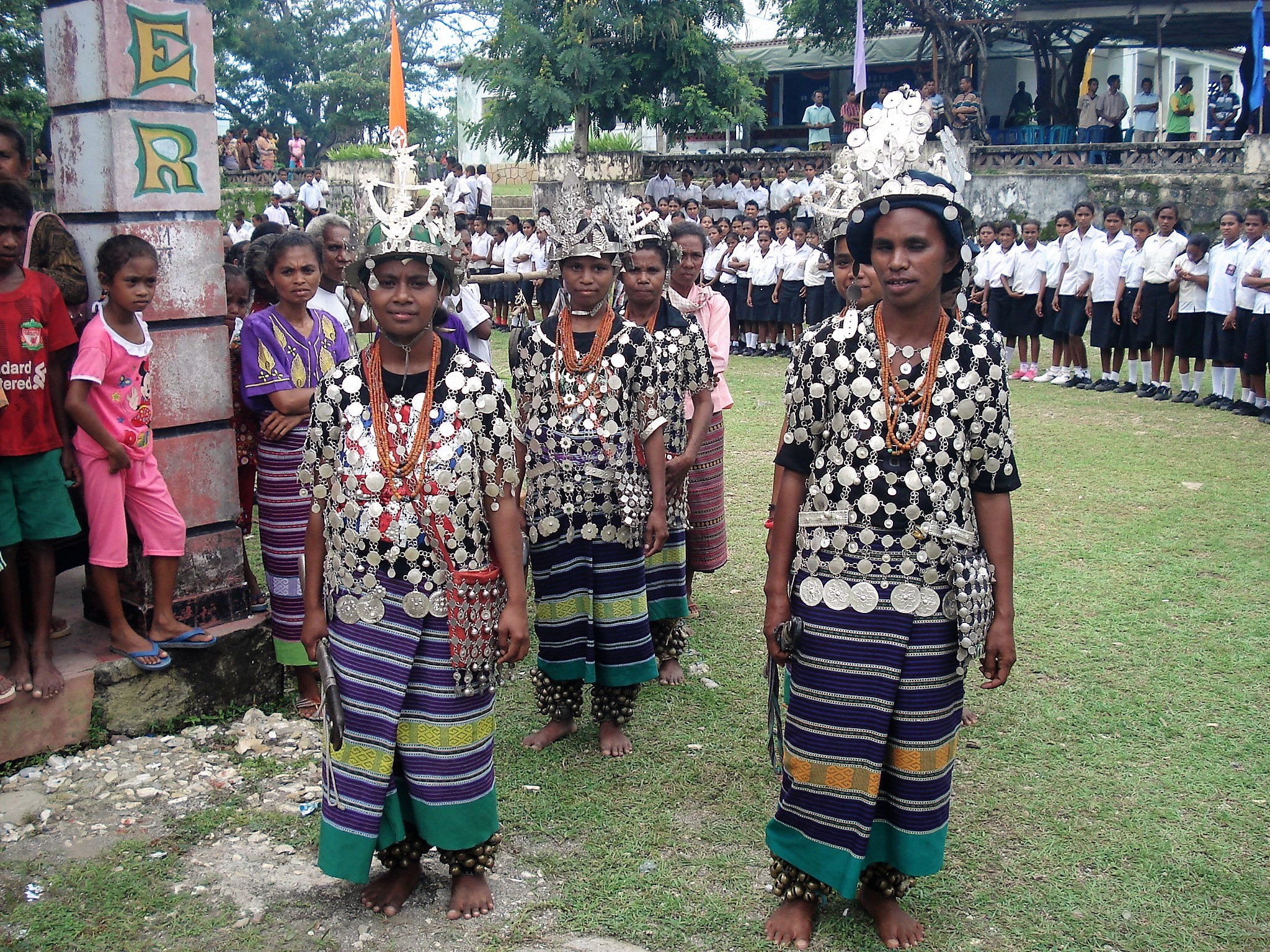
Feierlichkeiten in Oesilo (2013)

Oesilo hat 12.637 Einwohner (2022), davon sind 6.463 Männer und 6.174 Frauen. Im Verwaltungsamt gibt es 2.867 Haushalte. Die größte Sprachgruppe bilden die Sprecher des Atoni-Dialekts der Nationalsprache Baikeno. Der Altersdurchschnitt beträgt 18,8 Jahre (2010, 2004: 18,1 Jahre).

## Geschichte
Nach dem Unabhängigkeitsreferendum in Osttimor 1999 ermordeten Soldaten der Streitkräfte Indonesiens und 200 pro-indonesische Milizionäre zwischen dem 7. und 9. September 1999 in den Dörfern Tumin, Quiubiselo, Nonquican (alle Suco Bobometo) und Nibin (Usitaqueno) 17 Personen mit Macheten und Schusswaffen. Häuser wurden niedergebrannt und die Überlebenden in das indonesische Westtimor deportiert. In Inbate angekommen, wurden 55 junge Männer durch Soldaten, Polizisten und Milizionären von den anderen getrennt, gefesselt und geschlagen. Dann wurden sie zu Fuß nach Passabe getrieben und dort erschossen und erstochen. Acht Gefangene konnten entkommen.

## Politik
Francisco Xavier Marques war während der indonesischen Besatzungszeit von 1998 bis 1999 Administrator von Oesilio.
Nach den Wahlen 2004/2005 wurde Lamberto Punef von der Landesregierung Osttimors zum Administrator des damaligen Subdistrikts Oesilo ernannt. 2014 war Alberto Punef Nini Administrator.

## Wirtschaft
74 % der Haushalte in Oesilo verfügen über Kokospalmen, 76 % bauen Maniok, 71 % Gemüse, 85 % Reis, ebenso viele Mais und 10 % Kaffee an.

## Persönlichkeiten
- Otélio Ote (* 1969), Journalist